# رياضيات زائفة

تربيع الدائرة: مساحة المربع والدائرة تساويان π. كان معروفًا منذ عام 1882 استحالة إنشاء الرقم π بخطوات معدودة باستخدام المسطرة والفرجار. ورغم ذلك، استمر ظهور «البراهين» على مثل هذه الإنشاءات بعدها حتى بـ 50 عامًا.

الرياضيات الزائفة (Pseudomathematics) (أو الهوس الرياضياتي (mathematical crankery)) هي نشاط شبيه بالرياضيات لا يلتزم بإطار صارم في ممارسة النظام الشكلي الرياضياتي. منطقة اهتمام الرياضيات الزائفة هي حلول المسائل التي ثبت غير قابليتها للحل أو أقر الخبراء بصعوبتها البالغة، بالإضافة لاستخدام الرياضيات في مجالات لا يمكن قياس نتائجها. يُطلق على الشخص الممارس لهذا النشاط اسم رياضياتي زائف (pseudomathematician) أو عالم رياضيات زائفة (pseudomath). الرياضيات الزائفة لها مقابل في مجالات علمية أخرى، وقد تتداخل مع مواضيع توصف بالعلوم الزائفة.
غالبًا ما تحوي الرياضيات الزائفة مغالطات رياضية مصدرها الخداع وليس خطأ محاولة حقيقية فاشلة للوصول لحل. أحيانا ما يُسمى ممارس الرياضيات الزائفة النشط بالمهووس. نظرًا لاستنادها لمبادئ غير رياضياتية، فإن الرياضيات الزائفة لا علاقة لها بمحاولات البرهنة الحقيقية المحتوية على أخطاء. في الواقع، مثل هذه الأخطاء شائعة بين هواة الرياضيات، وبعضهم أصحاب نتائج مشهورة.
درس عالم الرياضيات أندروود دودلي موضوع الهوس الرياضي على نطاق واسع، وكتب العديد من الأعمال الشعبية حول المهووسين الرياضياتين وأفكارهم.

## أمثلة
أحد أشهر هذه الأنشطة هو ادعاء حل مسألة رياضية كلاسيكية ثَبُتَ رياضياتيا غير قابليتها للحل. من الأمثلة الشائعة على ذلك محاولات إنشاء الأشكال التالية في الهندسة الإقليدية - باستخدام المسطرة والفرجار فقط:
- تربيع الدائرة: رسم مربع مكافئ لمساحة أي دائرة.
- مضاعفة المكعب: رسم مكعب ضعف حجم أي مكعب.
- تثليث الزاوية: تقسيم أي زاوية لثلاث زوايا أصغر متساوية.[2][3][4]

لأكثر من 2000 عام، حاول الكثيرون في هذه الإنشاءات وفشلوا؛ وفي القرن التاسع عشر، ثبت استحالتها جميعًا. :47
حالة أخرى ملحوظة هي «الفيرماتيون» (Fermatists)، الذين غمروا المؤسسات الرياضياتية برسائلهم للتحقق من براهينهم على نظرية فيرما الأخيرة.
ممارسة أخرى شائعة وهي إساءة فهم الأساليب الرياضياتية القياسية، والإصرار على أن استخدام أو معرفة الرياضيات العليا هو بطريقة ما غش أو تضليل (كمثال، إنكار حجة كانتور القطرية :40ffأو مبرهنات عدم الاكتمال لجودل).:167ff

## تاريخ المصطلح
مصطلح عالم رياضيات زائفة (pseudomath) صاغه المنطقي دي مورجان، مكتشف قوانين دي مورجان، في كتابه A Budget of Paradoxes (1915). كتب دي مورجان:
عالم الرياضيات الزائفة (The pseudomath) هو شخص يتعامل مع الرياضيات كما يتعامل القرد مع شفرة الحلاقة. حاول المخلوق أن يحلق لنفسه كما يفعل سيده؛ ولكن، بسبب عدم معرفته بزاوية مسك الشفرة، فقد قطع حلقه، مسكين هذا الحيوان، لم يجرب ذلك مرة أخرى! لكن الرياضياتي الزائف مستمر في عمله، ويعلن أنه حليق الذقن، والعالم حوله مُشعر.
أعطى دي مورجان كمثال على رياضياتي زائف معين جيمس سميث (James Smith) الذي ادعى إثبات أن قيمة π هي بالضبط 318  كتب دي مورحان عن سميث: «إنه بلا شك أقدرهم في انعدام المنطق، والأفضل تعبيرا عن هذا، من بين كل من حاولوا الصاق اسمهم بخطأ في أيامنا هذه». لاحقًا أعتمد توبياس دانتزع مصطلح عالم رياضيات زائفة (pseudomath). لاحظ دانتزع أنه:
بظهور العصر الحديث، زاد النشاط الرياضياتي المزيف بشكل غير مسبوق. خلال القرن الثامن عشر، رأت جميع الأكاديميات العلمية في أوروبا نفسها محاصرة من قبل مُرَبِعِي الدائرة، ومُُثَلثِي الزواية، ومُضاعِفي المكعب، ومصممي أجهزة الحركة الأبدية، وهم يطالبون بصوت عالٍ بالاعتراف بإنجازاتهم التي صنعت العصر. في النصف الثاني من ذاك القرن، أصبح هذا الإزعاج لا يطاق لدرجة أنه، واحدة تلو الأخرى، اضطرت الأكاديميات للتوقف عن دراسة هذه الحلول المقترحة.
طُبِقَ مصطلح الرياضيات الزائفة على محاولات في العلوم العقلية والاجتماعية لقياس تأثيرات تعتبر عادة كيفية (qualitative). مؤخرًا، طُبِقَ المصطلح نفسه على محاولات الخلقويين لدحض نظرية التطور، باستخدام حجج مزيفة يُزعم أنها تستند لنظرية الاحتمالات أو تظرية التعقيد الحسابي.

## أنظر أيضا
- 0.999 ... غالبًا ما يُزعم أنه يختلف عن الرقم 1
- مشروع قانون إنديانا لقيمة ط [الإنجليزية]
- برهان خاطئ
- علم زائف

## للاستزادة
- Underwood Dudley (1987), A Budget of Trisections, Springer Science+Business Media. (ردمك 978-1-4612-6430-9)النظام القياسي الدولي لترقيم الكتب 978-1-4612-6430-9. Revised and reissued in 1996 as The Trisectors, Mathematical Association of America. (ردمك 0-88385-514-3)النظام القياسي الدولي لترقيم الكتب 0-88385-514-3.
- Underwood Dudley (1997), Numerology: Or, What Pythagoras Wrought, Mathematical Association of America. (ردمك 0-88385-524-0)النظام القياسي الدولي لترقيم الكتب 0-88385-524-0.
- Clifford Pickover (1999), Strange Brains and Genius, Quill. (ردمك 0-688-16894-9)النظام القياسي الدولي لترقيم الكتب 0-688-16894-9.
- Bailey، David H.؛ Borwein، Jonathan M.؛ de Prado، Marcos López؛ Zhu، Qiji Jim (2014). "Pseudo-Mathematics and Financial Charlatanism: The Effects of Backtest Overfitting on Out-of-Sample Performance" (PDF). إشعارات جمعية الرياضيات الأمريكية. ج. 61 ع. 5: 458–471. DOI:10.1090/noti1105. مؤرشف من الأصل (PDF) في 2022-10-27.